# Atrichopogon costaricae
Atrichopogon costaricae är en tvåvingeart som beskrevs av John William Scott Macfie 1953. Atrichopogon costaricae ingår i släktet Atrichopogon och familjen svidknott.
Artens utbredningsområde är Costa Rica. Inga underarter finns listade i Catalogue of Life.